# Lente cilíndrica

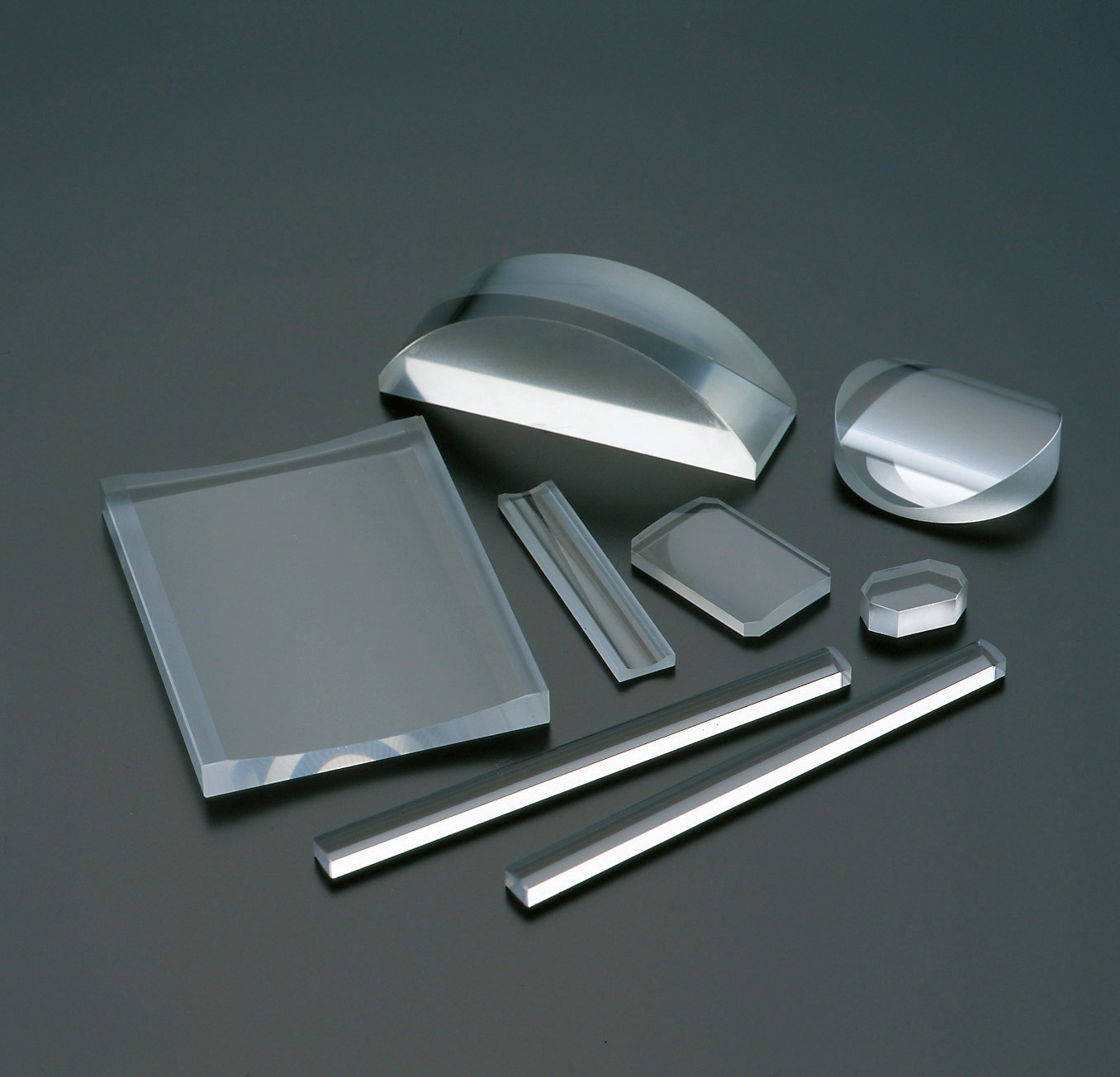
Lentes Cilíndricas

Uma lente cilíndrica é uma lente que focaliza luz em uma linha em vez de um ponto, como faria uma lente esférica. A face ou faces curvas de uma lente cilíndrica são seções de um cilindro e concentram a imagem que passa por ela em uma linha paralela à interseção da superfície da lente e um plano tangente a ela. A lente comprime a imagem na direção perpendicular a esta linha e a deixa inalterada na direção paralela a ela (no plano tangente).
As lentes cilíndricas são usadas para corrigir o astigmatismo no olho. Nos telêmetros, são utilizadas para produzir o astigmatismo. Em um microscópio de luz folha, uma lente cilíndrica é colocada na frente da objetiva para criar a folha luz usada para geração de imagens. Alguns estilos de lentes cilíndricas têm os revestimentos antirreflexivos para aumentar a transmissão da luz através da lente. 
As lentes cilíndricas estão disponíveis em configurações plano-côncava ou plano-convexa. As lentes plano-côncavas têm uma distância focal negativa e são usadas para a redução da imagem ou para dispersar a luz. As lentes plano-convexas têm uma distância focal positiva, o que lhes fazem ideais para coletar e concentrar luz em aplicações de imagenologia.

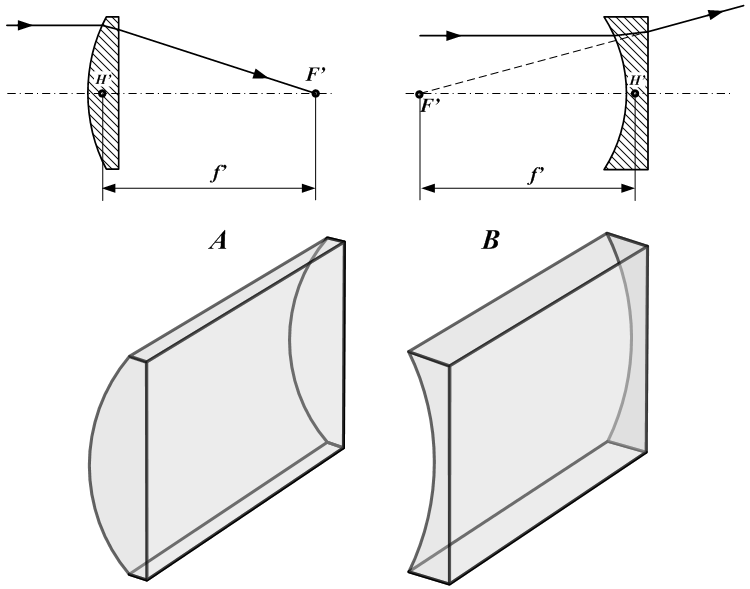
Lentes plano-côncava e plano-convexa